# Pato Gil Villalobos
Patricia de los Reyes Gil Villalobos (Buenos Aires, 1967), conocida como Pato Gil Villalobos, es una artista, autora, empresaria y pintora argentina.

## Biografía
Sus inicios fueron como empresaria y fue una las primeras mujeres argentinas en ganar el Premio Endeavor en 2020.
Cómo artista tiene un taller en la entrada de cines Punta Shopping en Punta del Este donde hay una muestra permanente de su obra, llamada "El Atelier de Pato". También expuso en el Hotel Enjoy Punta del Este, el Punta Carretas Shopping en Montevideo, en Miami y Mar del Plata, entre otros lugares.
Pato Gil Villalobos es "[...] autora y precursora de un estilo propio e inconfundible bautizado: HAPPY ARTE". Actualmente, brinda conferencias a lo largo del mundo, dirigidas tanto a adultos como a niños. Además, es la autora del programa "Crear Amar Emprender", donde propone una guía para encontrarte con tu versión más feliz y emprender tu vida feliz y conscientemente.
Hoy en día hay aproximadamente 45 colegios en Argentina, Uruguay, España, Colombia y Kenia interesados por su obra. Con el objetivo de inspirar a sus alumnos con esta forma de vivir, teniendo siempre en cuenta el lado positivo de la vida y, de esta manera, descubrir el genio creativo que, según esta perspectiva, todos los seres humanos llevamos.
Patricia también forma parte de “World Happines Fest” al participar de “La conferencia de la Paz y la Luz” en 2019 en República Dominicana. También ha colaborado en Voces Vitales, Make a Wish, la Fundación Clarita Tenembaum, Plato lleno, Cuida las lolas, Fondo Covid Gobierno UY, entre otras.